# Włodzimierz Chomicki
Włodzimierz Michał Chomicki (ur. 19 kwietnia 1878 we Lwowie, zm. 12 lipca 1953 w Chocianowie) – polski piłkarz, strzelec pierwszego oficjalnie protokołowanego gola na ziemiach polskich.

## Życiorys
Syn lwowskiego urzędnika „kantorowego” Michała Januarego oraz Marii (z domu Urbanik). Kształcił się najpierw w jednej ze lwowskich szkół powszechnych (podstawowych), a od 1893 r. we lwowskim seminarium nauczycielskim.
Historyczna bramka padła 14 lipca 1894 r. (w godzinach popołudniowych) podczas II Zlotu Sokolego we Lwowie. Odbywały się wówczas liczne pokazy i zawody sportowe – w tym zaplanowane już 2 lata wcześniej pierwsze w dziejach Polski spotkanie piłkarskie (match footballowy, jak wówczas pisano) – w których startowała młodzież sokola z Galicji. W owym pierwszym publicznym pokazie gry w piłkę nożną zmierzyły się reprezentacje Sokoła lwowskiego (białe koszulki i szare spodenki gimnastyczne) – z inż. Niedzielskim, jako szkoleniowcem – oraz krakowskiego (białe koszulki i czarne spodenki gimnastyczne). Pierwszego gola strzelił już w 6 minucie pojedynku zawodnik gospodarzy 16-letni Włodzimierz Chomicki – wówczas student drugiego roku lwowskiego seminarium nauczycielskiego. Tuż po tym wydarzeniu sędzia Zygmunt Wyrobek z Krakowa – z wyraźnego polecenia Antoniego Durskiego (ówczesnego szefa lwowskiego Sokoła i kierownika zlotu) – zagwizdał po raz ostatni. Fakt zdobycia bramki przez jedną ze stron uznano najwyraźniej za idealny moment do zakończenia meczu (toteż już chwilę później na tym samym boisku mogły rozpocząć się oczekiwane przez wszystkich – niezwykle wówczas prestiżowe – pokazy gimnastyczne, stanowiące główny punkt zlotu). Można zatem przypuszczać, iż owo pierwsze spotkanie piłkarskie i premierowego gola oglądała całkiem spora liczba widzów.
Owo doniosłe wydarzenie nie przyczyniło się w szczególny sposób do szybkiego rozwoju futbolu w Polsce. Pierwsze rodzime kluby piłkarskie powstały bowiem dopiero dekadę po nim (w 1903 r.). Faktem jest, iż przez całe lata skutecznie uniemożliwiali to zaborcy (zwłaszcza Rosjanie i Niemcy). Jednak z każdym następnym rokiem grono jego zwolenników i liczba czynnych zawodników systematycznie wzrastały, a partye footballowe zaczęto toczyć już nie tylko w Galicji.
19 maja 1999, decyzją ukraińskich działaczy piłkarskich, data ta została oficjalnie uznana za początek piłki ukraińskiej, bowiem spotkanie obydwu Sokołów odbyło się według nich na ziemiach etnicznie ukraińskich. Polscy działacze nie uhonorowali dotąd w podobny sposób ani samej daty, ani strzelca bramki.
Chlubny wyjątek stanowi odlana w brązie pamiątkowa tablica umieszczona na chocianowskim cmentarzu komunalnym na grobie Włodzimierza Chomickiego przez działaczy tamtejszego klubu sportowego Stal Chocianów 19 kwietnia 1988 r. (w 110 rocznicę urodzin piłkarza). Umieszczono na niej informację o następującej treści: „14 lipca 1894 we Lwowie na stadionie Sokoła odbył się pierwszy oficjalny mecz piłki nożnej pomiędzy drużynami Krakowa i Lwowa. Pierwszą bramkę w tym meczu, a zarazem pierwszą w historii polskiej piłki nożnej zdobył Włodzimierz Chomicki”.
Sam Chomicki nigdy nie szukał rozgłosu. Po ukończeniu w 1898 r. seminarium nauczycielskiego studiował we Lwowie (do 1902 r.) oraz Wiedniu (w 1903). Następnie pracował, jako nauczyciel wychowania fizycznego w VI Gimnazjum we Lwowie. Wśród uczniów zyskał przydomek „Chłop” z uwagi na swoją fizjonomię. Z uwagi na stan zdrowia ominęła go służba wojskowa. W 1911 r. ożenił się, ale w 1930 r. został wdowcem. Ponowny ożenek zakończył się rychłą separacją. Nigdy nie doczekał się dzieci. Do końca jego dni towarzyszyła mu i opiekowała się nim przysposobiona w 1914 r. Maria Górecka. W 1938 r. przeszedł na emeryturę. W wydanej w 1939 r. jubileuszowej księdze lwowskiej Pogoni zawarto notkę o nim jako „zasłużonym, emerytowanym profesorze gimnazjalnym”. Czas II wojny światowej spędził w rodzinnym mieście. Na przełomie roku 1945 i 1946 wysiedlony ze Lwowa na Ziemie Odzyskane, osiadł w Chocianowie, w którym mieszkał aż do śmierci (w budynku przy ulicy Żymierskiego 18). W wielkiej biedzie, utrzymując się ze skromnej emerytury, wiódł spokojne życie wśród lokalnej społeczności. Odszedł zaledwie dwa dni przed 59 rocznicą wydarzenia, którego był głównym aktorem.